# Polyipnus soelae
Polyipnus soelae är en fiskart som beskrevs av Harold, 1994. Polyipnus soelae ingår i släktet Polyipnus och familjen pärlemorfiskar. Inga underarter finns listade i Catalogue of Life.